# Klášter dominikánů (Louny)
Dominikánský klášter existoval v Lounech zřejmě od roku 1253 do roku 1419.

## Historie
Konvent Navštívení Panny Marie v Lounech vznikl snad již založením kláštera králem Václavem I. roku 1253. Podle jiných zpráv to však byl až Václav II., který roku 1295 založil v Lounech dominikánský klášter při Pražské bráně. Jinak je o klášteře známo velmi málo. Známé jsou jen dvě darovací listiny z roku 1397 a 1409. Protože Louny patřily mezi pět vyvolených měst,[ujasnit] kde se podle chiliastického učení měli zachránit lidé před koncem světa, rozhodli místní husitští radikálové o zničení kláštera. Ještě roku 1419 dominikánský klášter a kostel vypálili a zbořili. Ke klášternímu kostelu přiléhala kaple sv. Maří Magdaleny a sv. Barbory. Při opravě domu čp. 79 v Pražské ulici byla v jeho východní stěně nalezena klenební přípora, která pravděpodobně pochází z klášterního kostela.